# Bojanala
Bojanala (officieel Bojanala Platinum District Municipality) is een district in Zuid-Afrika.
Bojanala ligt in de provincie Noordwest  en telt 1.507.505 inwoners.

## Gemeenten in het district[4]
- Kgetlengrivier
- Madibeng
- Moretele
- Moses Kotane
- Rustenburg